# 418

## Události
- vznik vizigótské říše (tolosánské)

## Úmrtí
- Zosimus – papež

## Hlavy států
- Papež – Zosimus (417–418) » Bonifác I. (418–422) + vzdoropapež Eulalius (418–419)
- Východořímská říše – Theodosius II. (408–450)
- Západořímská říše – Honorius (395–423)
- Perská říše – Jazdkart I. (399–421)
- Vizigóti – Wallia (415–419)
- Vandalové – Gunderich (407–428)